# Vermilion (Ohio)
Vermilion és una població dels Estats Units a l'estat d'Ohio. Segons el cens del 2000 tenia 10.927 habitants.

## Demografia
Segons el cens del 2000, Vermilion tenia 10.927 habitants, 4.254 habitatges, i 3.113 famílies. La densitat de població era de 391 habitants/km².
Dels 4.254 habitatges en un 32,4% hi vivien nens de menys de 18 anys, en un 59,8% hi vivien parelles casades, en un 9,8% dones solteres, i en un 26,8% no eren unitats familiars. En el 22,4% dels habitatges hi vivien persones soles el 8,4% de les quals corresponia a persones de 65 anys o més que vivien soles. El nombre mitjà de persones vivint en cada habitatge era de 2,54 i el nombre mitjà de persones que vivien en cada família era de 2,97.
Per edats la població es repartia de la següent manera: un 25,3% tenia menys de 18 anys, un 6,9% entre 18 i 24, un 27,5% entre 25 i 44, un 27,6% de 45 a 60 i un 12,6% 65 anys o més.
L'edat mediana era de 39 anys. Per cada 100 dones de 18 o més anys hi havia 91,3 homes.
La renda mediana per habitatge era de 49.926 $ i la renda mediana per família de 57.311 $. Els homes tenien una renda mediana de 41.269 $ mentre que les dones 25.195 $. La renda per capita de la població era de 23.635 $. Aproximadament el 4,1% de les famílies i el 5,4% de la població estaven per davall del llindar de pobresa.

## Poblacions més properes
El següent diagrama mostra les poblacions més properes.